# Странджево
Стра́нджево (болг. Странджево) — село в Кирджалійській області Болгарії. Входить до складу общини Крумовград.

## Населення
За даними перепису населення 2011 року у селі проживали 587 осіб.
Національний склад населення села:
| Національність   | Кількість осіб | Відсоток |
| ---------------- | -------------- | -------- |
| турки            | 554            | 96,5%    |
| болгари          | 18             | 3,1%     |
| цигани           | 0              | 0%       |
| Всього відповіли | 574            |          |

Розподіл населення за віком у 2011 році:
Динаміка населення: